# Бета-блокатор

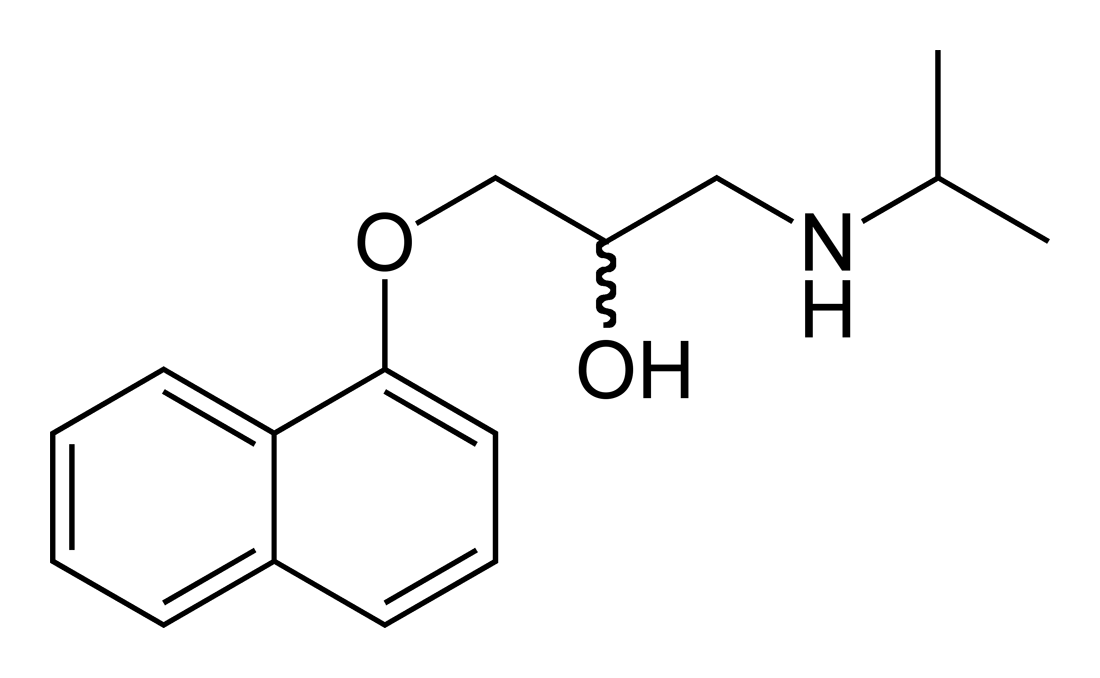
Формула пропранололу, першого бета-блокатору, що був застосований в клінічній практиці

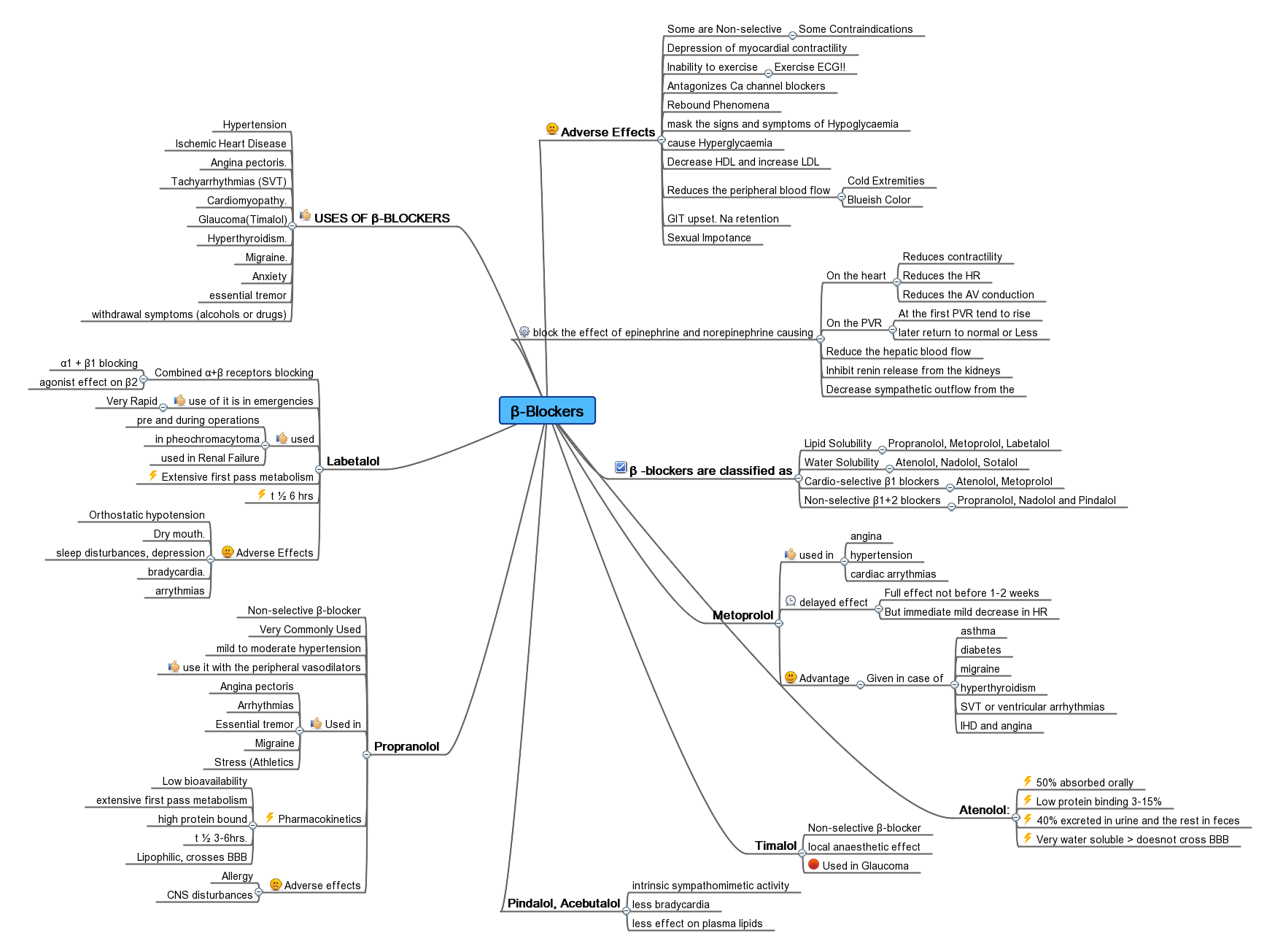
Ментальна карта з відомостями про бета-блокатори

Бета-блокатори (англ. beta-blocker, β-адреноблокатори, бета-блокери, ББ) — клас фармакологічних препаратів, що призначені для блокування функції бета-субтипу адренорецепторів (АР) в організмі.
Широко використовуються у кардіології. Становлять один з п'яти основних класів антигіпертензивних препаратів. Відносяться до ІІ класу протиаритмічних засобів. Одна з базових груп препаратів при ішемічній хворобі серця.

## Фізіологічні передумови дії
Симпатична нервова система, яка забезпечує реакцію організму на стрес, реалізує свою дію через β-адренорецептори за посередництва ендогенних катехоламінів (адреналіну та норадреналіну).
Відомо три види β-адренорецепторів, які відрізняються за своєю структурою. Вони, відповідно, позначаються цифровим індексом β1, β2 і β3-рецептори. β1-адренорецептори розташовані переважно у серці та нирках. β2-адренорецептори розміщені в гладких м'язах бронхів, артеріолах, шлунково-кишковому тракті, матці, паренхімі печінки, підшлунковій залозі і скелетних м'язах. β3-АР — у жировій тканині та серці.
Стимуляція β-адренорецепторів в цілому готує організм до реакції «бий або біжи»: веде до збільшення частоти і сили серцевих скорочень, підвищення артеріального тиску, перерозподілу крові на користь скелетних м'язів, та зменшує перфузію судин шкіри і ШКТ, розширює бронхи.
Бета-блокатори, відповідно, впливаючи на специфічні рецептори, блокують дію катехоламінів і через них — симпатичної нервової системи.

## Властивості

### Кардіоселективність
Оскільки в багатьох випадках корисний терапевтичний ефект несе блокада лише β1-адренорецепторів (при стенокардії, артеріальній гіпертензії) а блокада β2-адренорецепторів небажана — черговим етапом в розробці цього класу препаратів стали вибіркові блокатори β1-адренорецепторів. Звідси β-блокатори поділяють на селективні, тобто такі, що здатні блокувати тільки бета1-адренорецептори та неселективні, що взаємодіють з усіма бета-адренорецепторами в організмі.

### Ліпофільність
Кардіопротекторна активність ліпофільних β-адреноблокаторів утричі вища, ніж гідрофільних. Тому при виборі β-блокатора для лікування ішемічної хвороби серця цю властивість беруть до уваги. Єдиним кардіоселективним ліпофільним β-адреноблокатором є небіволол.

### Внутрішня симпатоміметична активність
Деякі з бета-блокаторів здатні проявляти власну симпатоміметичну активність, тобто справляти симпатотонічний ефект при низькому тонусі симпатичної нервової системи і блокуючу активність при підвищеному її тонусі на фоні блокування рецептора. Сьогодні під терміном «внутрішня симпатоміметична активність» (ВСА) розуміють виключно властивість препарату виявляти агоністичну дію щодо заблокованого рецептора. Однак у дослідженнях, присвячених вторинній профілактиці інфаркту міокарда і ХСН, теоретичні переваги β-адреноблокаторів із ВСА не були реалізовані. Ефективними кардіопротективними засобами, здатними покращити прогноз виживання, зменшити ризик нових коронарних подій і раптової серцевої смерті, в дослідженнях, проведених в 80-х роках минулого століття виявилися лише препарати без внутрішньої симпатоміметичної активності.
Окрім того, в реальній клінічній практиці ефективність β-адреноблокаторів із ВСА для зниження рівня АТ, запобігання стенокардії чи порушень ритму часто виявляється недостатньою. Це пояснюється тим, що β-адреноблокатори з ВСА можуть здійснювати стимулюючий вплив на серце, оскільки в умовах пониженої активності симпатоадреналової системи (наприклад, вночі) вони діють як агоністи β-адренорецепторів. У хворих з ІХС збільшення частоти серцевих скорочень, що викликається препаратами з внутрішньою симпатоміметичною активністю, вночі може спровокувати розвиток нападу стенокардії. Тому β-адреноблокатори з ВСА не рекомендують використовувати для тривалої терапії у хворих, що перенесли інфаркт міокарда.

### Властивості деяких представників бета-блокаторів
| Молекула    | Відносний потенціал β1-блокування | β1/2-селективність | ВСА | Ліпофільність | Період Т½, години | Інше                                                                          |
| Надолол     | 1,0                               | 0                  | 0   | Низька        | 12-24             | Протиаритмічний ефект                                                         |
| Піндолол    | 6,0                               | 0                  | ++  | Висока        | 3-4               | Протиаритмічний ефект                                                         |
| Пропранолол | 1,0                               | 0                  | 0   | Висока        | 3-4               | Протиаритмічний ефект                                                         |
| Соталол     | 0,3                               | 0                  | 0   | Низька        | 12                | Додатковий протиаритмічний ефект (у високих дозах — блокада калієвих каналів) |
| Тимолол     | 0,6                               | 0                  | 0   | Висока        | 4-5               | Протиаритмічний ефект                                                         |
| Ацебутолол  | 0,3                               | +                  | +   | Помірна       | 3-4               | Протиаритмічний ефект                                                         |
| Атенолол    | 1,0                               | +                  | 0   | Низька        | 6-9               | Протиаритмічний ефект                                                         |
| Бісопролол  | 10,0                              | ++                 | 0   | Помірна       | 9-12              | Протиаритмічний ефект                                                         |
| Метопролол  | 1,0                               | ++                 | 0   | Висока        | 3-4               | Протиаритмічний ефект                                                         |
| Лабеталол   | 0,3                               | +                  | 0   | Низька        | 3-4               | Альфа1-блокуючий ефект (нівелювання небажаних метаболічних реакцій)           |
| Карведилол  | 10,0                              | 0                  | 0   | Помірна       | 7-10              | Альфа1-блокуючий ефект (нівелювання небажаних метаболічних реакцій)           |
| Небіволол   | 10,0                              | +++                | 0   | Помірна       | 8-27              | NO-залежний вазодилотуючий ефект                                              |

## Історія створення
В 1962 році шотландськи фармаколог James W. Black (1924—2010 рр.), бажаючи зменшити вплив адреналіну на серце при ішемії, розробив перші клінічно ефективні β-блокатори — пропранолол і пронеталол. Другий виявився канцерогеном, і його вивчення обмежилося дослідами на щурах, а пропранолол і по сьогоднішній день використовується у рутинній клінічний практиці. Так, за минулі десятиріччя створено декілька десятків препаратів з властивостями β-адреноблокаторів, проте лише близько десятка залишилися потрібними і необхідними сьогодні. Перші β-адреноблокатори (пропранолол, тимолол, надолол) були неселективними, тобто блокували як β1-адренорецептори серця, такі β2-адренорецептори судин і бронхів. У 1970-ті роки були створені кардіоселективні (β1-селективні) блокатори — атенолол і метопролол, які стали представниками II покоління β-адреноблокаторів. Ще пізніше синтезовані β-адреноблокатори з особливо корисними властивостями ― препарати ІІІ покоління (карведілол, целіпролол, буциндолол, небіволол, лабеталол). β-блокатори революціонізували лікування стенокардії і багатьма вважаються одним з найбільших досягнень фармакології 20 століття.

## Фармакокінетика
Метаболізм β-блокаторів дуже різниться залежно від ступеню ліпофільності препарату.
Ліпофільні (метопролол, пропранолол, тимолол, небіволол) β-блокатори швидко і повністю всмоктуються зі шлунково-кишкового тракту, але інтенсивно метаболізуються у стінці кишки та печінці. Таким чином, їхня біодоступність під час прийому всередину залишається низькою (10-30 %), також вони мають короткий період напіввиведення (1-5 год, виняток — небіволол). Ці препарати можуть акумулюватися у хворих зі зниженою функцією печінки. Ліпофільні препарати мають властивість проникати через гематоенцефалічний бар'єр, і тому можуть частіше викликати побічні ефекти, пов'язані із впливом на центральну нервову систему. В той же час ліпофільні ББ, проникаючи через гематоенцефалічний бар'єр, запобігають виникненню аритмій центрального генезу. Кардіопротекторна активність ліпофільних β-блокаторів утричі вища, ніж гідрофільних.
Гідрофільні (атенолол, есмолол) β-блокатори після прийому всередину всмоктуються повільніше, виводяться в основному через нирки. Ці препарати мають довший період напівжиття (6-24 год), не взаємодіють з іншими препаратами, які метаболізуються в печінці, і не проникають через гематоенцефалічний бар'єр. Період напіввиведення цих препаратів може збільшуватися у хворих з порушеною функцією нирок.
Існують β-блокатори (карведилол, бісопролол), які мають властивості як гідрофільних, так і ліпофільних препаратів (амфіфільність) та подвійний збалансований шлях виведення.
Для різних препаратів було показано спадкову обумовленість метаболізму та ефективності, яка варіює у дуже широких межах. Чутливість до β-блокаторів зумовлена поліморфізмом генів β-адренорецепторів. Зараз проводяться дослідження з окремими препаратами, які доводять загальну особливість. Так, період напіввиведення карведилолу не відрізняється у чоловіків та жінок, але чутливість дуже різниться залежно від етнічного походження. Ефективність буциндололу залежить від поліморфізму бета-адренорецепторів.

## Фармакодинаміка

### Загальна характеристика
β-блокатори мають антиангінальну, антиаритмічну та антигіпертензивну дію. Свої позитивні ефекти в кардіології β-блокатори здійснюють за рахунок блокади β1-адренорецепторів: зменшують силу, частоту серцевих скорочень (негативний інотропний та хронотропний ефект), знижують збудливість, провідність міокарда (негативний дромотропний і батмотропний ефекти). За рахунок такої пригнічуючої дії зменшується потреба міокарда в кисні. Зниження артеріального тиску відбувається за рахунок зменшенням серцевого викиду через зниження частоти серцевих скорочень і зменшення ударного об'єму серця. При використанні неселективних β-блокаторів периферичний опір судин помірно підвищується. Тонус бронхів у зв'язку зблокадою β2-адренорецепторів підвищується. Препарати підсилюють спонтанні та спричинені утеротонічними засобами скорочення матки.

### β-блокатори з додатковими фармакодинамічними ефектами
Черговим етапом в еволюції β-блокаторів стала розробка молекул, що крім, власне, блокування β-адренорецепторів мають додаткові корисні властивості.
- комбінація бета- та альфа1-адреноблокатора (карведилол, лабеталол, целіпролол): нівелювання негативного впливу на обмін вуглеводів та жирів, додаткова вазодилятація
- стимулювання синтезу оксиду азоту (небіволол)[19]: додатковий антиангінальний ефект
- блокада калієвих каналів (соталол): додатковий протиаритмічний ефект

## Медичне застосування

### Ішемічна хвороба серця
У лікуванні гострого інфаркту міокарда не зменшують смертність достовірно, але знижують ризик повторного інфаркту та нападів стенокардії (зменшують болі), завдяки зниженню потреби міокарда в кисні. При гострій серцевій недостатності здатні її посилити, викликати кардіогенний шок через негативний інотропний ефект на міокард. Покращують прогноз виживання після перенесеного інфаркту міокарда при збереженій ФВЛШ. β-блокатори в терапевтичних дозах, особливо, ліпофільні неселективні, суттєво пригнічують агрегацію тромбоцитів, що робить свій вклад у профілактику судинних ускладнень.
β-блокатори протипоказані при бронхіальній астмі, але можуть бути виправдані при ХОЗЛ з супутньою кардіальною патологією. Більше того, вони значно знижують загальну смертність при ХОЗЛ та зменшують частоту його загострень. А при супутній ІХС смертність зменшується на 36 %. Небіволол має додатковий позитивний вплив на ІХС завдяки ефекту додаткового вивільнення оксиду азоту ентоделієм судин.

### Аритмії
Використовуються, передусім, при тахіформах надшлуночкових порушеннях ритму. Це, найчастіше, фібриляція передсердь та екстрасистолії. Зменшують збудливість синусового та атріовентрикулярного вузла, провідність провідної системи серця. Ключові препарати для контролю частоти при фібриляції передсердь. Найбезпечніший клас протиаритмічних препаратів у похилому віці. Соталол має додатковий антиаритмічний ефект завдяки блокаді калієвих каналів кардіоміоцитів. Соталол є більш безпечним, ніж аміодарон, при фібриляції передсердь, хоча вони обидва збільшують смертність.

### Хронічна серцева недостатність
Відповідно до мета-аналізу 30 рандомізованих контрольованих досліджень ― β-блокатори при ХСН зменшують ризик раптової серцевої смерті на 31 %, серцево-судинну смертність на 29 %, а загальну смертність на 33 %. В одному дослідженні було показано збільшення середнього показника фракції викиду лівого шлуночка серця з 33 до 44 % за три місяці лікування β-блокаторами; покращився функціональний клас стенокардії та збільшилися енергетичні резерви міокарда за рахунок накопичення АТФ. Карведилол показав найбільш високу ефективність при стабільній хронічній серцевій недостатності. Також доведено ефективність бісопрололу, метопрололу, небівололу. Всі ці препарати позбавлені ВСА. Неселективні β-блокатори показали кращу ефективність для профілактики тромбоемболічних ускладнень при ХСН, що, можливо, пояснюється властивістю суттєво пригнічувати агрегацію тромбоцитів. Всі β-блокатори протипоказані при декомпенсації ХСН.

### Артеріальна гіпертензія
З накопиченням доказової бази β-блокатори поступово витісняються з клінічних настанов, як препарати першої лінії для лікування артеріальної гіпертензії. В 2007 році було виявлено зв'язок β-блокаторів і діуретиків з підвищеним ризиком розвитку цукрового діабету, в той час, як інгібітори ангіотензин-перетворювального ферменту та антагоністи рецепторів ангіотензину знижували цей ризик. У Британії, але не в США, клінічні протоколи застерігають від вибору діуретиків та β-блокаторів, як першої лінії препаратів при артеріальній гіпертензії, зважаючи на ризик розвитку діабету. Деякі дослідження вказують, що β-блокатори не достатньо ефективні для первинної профілактики інсульту, принаймні після 60 років. Хоча ці дані суперечливі. Останній мета-аналіз (від 2015 р.) порівняльної ефективності основних класів антигіпертензивних препаратів доводить стару точку зору: зниження артеріального тиску, як таке, саме по собі веде до зменшення ускладнень і всі класи препаратів співставні за ефективністю.

### Портальна гіпертензія
β-блокатори зменшують портальну гіпертензію. Зменшують ризик кровотеч з вен стравоходу, спонтанного перитоніту при асциті. Причому карведілол виявився значно ефективнішим, ніж пропранолол для зменшення портальної гіпертензії. Теоретично, можуть запобігти розвитку гепатокарциноми при цирозі печінки. Можна комбінувати з нітратами, L-аргініном, діуретиками.

### Синдром подовженого інтервалу QT
Успішно попереджують ускладнення при синдромі подовженого інтервалу QT (синкопе, минуча зупинка серця, раптова серцева смерть), хоча ефективність визначена генотипово. Пропранолол — найменш ефективний в усіх випадках. Всі β-блокатори ефективні при 1 типі подовженого QT, але надолол єдиний має значну перевагу при 2 типі синдрому подовженого QT. Їх ефект також залежить від вихідного значення ЧСС: при ЧСС <90 вони подовжують QT, при >100 вкорочують його.

### Гемангіома немовлят
Для лікування гемангіоми немовлят (infantile hemangioma) в Європі широко застосовується безопераційне лікування пропранололом (Анаприліном), з дозуванням 2 мг/кг ваги дитини. Механізм впливу препарату на гемангіому не з'ясований, проте препарат має майже 100 % ефективність, без будь-яких суттєвих побічних ефектів.

### Оперативні втручання на серці
Часто використовуються периопераційно при втручаннях на серці для профілактики ятрогенних аритмій, хоча ефективність їх суперечлива.

### Панічні розлади
β-блокатори швидко знімають симптоми панічної атаки (симпато-адреналового кризу), такі як серцебиття, тремор кінцівок, впливаючи на центральні та периферичні відділи ЦНС. Можуть знижувати рівень загальної тривоги при соматичних захворюваннях, хоча дані суперечливі. Артисти успішно використовують їх, щоб приховати хвилювання, перед виходом на сцену.